# Industrieverband Fahrzeugbau
Industrieverband Fahrzeugbau (hrv. "Industrijsko udruženje proizvođača vozila"), skraćeno IFA, naziv je bivšeg konglomerata i udruge tvrtki za proizvodnju vozila u Istočnoj Njemačkoj. IFA je proizvodila bicikle, motocikle, laka komercijalna vozila, automobile, dostavna vozila i teške kamione.

## Vozila

### Dvotočkaši
- EMW R 35, 1951. – 1955.
- IWL Pitty, 1954. – 1955.
- IWL TR 150 Troll 1, 1962. – 1965.
- MZ RT 125/3, 1959. – 1962.
- MZ TS 150 "Luxus", 1973. – 1985.
- MZ TS 250/1 "Luxus", 1976. – 1981.
- MZ ETZ 250
- Simson Schwalbe
- Simson S51

### Automobili
- IFA F8
- IFA F9
- EMW 340 limuzina
- P 240 Sachsenring kabriolet
- Trabant P50
- Trabant 601 S Universal
- Wartburg 312 Camping
- Wartburg 353

### Kamioni i teža vozila
- Framo
- Barkas B1000 kamion s ravnom platformom
- Multicar M 25
- Robur LD 3000
- IFA H3
- IFA H3A
- G5
- IFA S4000
- IFA H6
- IFA H6B autobus
- IFA W 50
- IFA L 60